# Henry Simonsson
Simon Henry Simonsson, född 16 januari 1927 i Tjärstads församling, Östergötlands län, död 9 september 2018 i Västerås, var en svensk museiman.
Simonsson, som var son till kantor Simon Simonsson och Sally Johansson, blev filosofie kandidat vid Uppsala universitet 1955 och filosofie licentiat 1969. Han var anställd vid Riksantikvarieämbetet 1955–1958, Kristianstads museum 1958, antikvarie vid Västmanlands fornminnesförening 1958–1969, landsantikvarie i Västmanlands län och chef för Västmanlands läns museum och Vallby friluftsmuseum 1970–1976 samt länsantikvarie i Västmanlands län 1976–1991. Han skrev Studier rörande vikingatida vapen- och ryttargravar med utgångspunkt från det västmanländska materialet (licentiatavhandling, 1969) samt artiklar i arkeologi och kulturhistoria. Han var redaktör för Västmanlands fornminnesförenings årsskrift 1970–1977.